# Carl S. Petersen
Carl Sophus Petersen (født 29. april 1873 i Købelev ved Nakskov, død 7. oktober 1958 i København) var en dansk bibliotekar og litteraturhistoriker.
Carl S. Petersen blev født i Købelev på Lolland, hvor faderen var gårdejer, men familien flyttede i Carl S. Petersens barndom til København. Her gik han på Borgerdydskolen og fortsatte efter studentereksamen i 1891 på Københavns Universitet, hvor han blev cand. mag. i dansk i 1899 med græsk og latin som bifag. Efter at have undervist privat på københavnske skoler i årene 1897 til 1907 blev han i 1901 ansat som assistent ved Det Kongelige Bibliotek, hvor han i 1907 blev underbibliotekar, 1915 bibliotekar og 1924 chefbibliotekar. Han blev pensioneret i 1943. 1921-23 var han konsulent ved indretningen af biblioteksvæsenet i Sønderjylland efter genforeningen.
1908 modtog Petersen Videnskabernes Selskabs sølvmedalje. Han fik i 1929 tildelt æresdoktorgraden fra Københavns Universitet. I 1911 stiftede han sammen med filologen Lis Jacobsen Det Danske Sprog- og Litteraturselskab. Han var tillige medlem af Det Kongelige Norske Videnskabers Selskab i Trondheim, af Det norske Videnskaps-Akademi i Oslo og af Kungliga vetenskaps- och vitterhetssamhället i Göteborg, æresmedlem af Det danske Sprog- og Litteraturselskab og af Bibliotekar-Sammenslutningen for de videnskabelige og faglige Biblioteker.
Petersen var en flittig forsker, hvilket resulterede i en stor skriftlig produktion. Sammen med matematikeren Axel Anthon Bjørnbo skrev han Fyenboen Claudius Claussøn Swart (Claudius Clavus): Nordens Ældste kartograf (1904, tysk udgave 1909), en monografi om kartografen Claudius Clavus. Foruden egne arbejder i mange forskellige genrer, bl.a. Den Collinske Manuskriptsamling (1930), Stenalder, Broncealder, Jernalder (1938), Det Kongelige Biblioteks Haandskriftsamling (1943) og Den danske Litteratur fra Folkevandringstiden til Holberg (1916-29; 1. del af Illustreret dansk Litteraturhistorie af bl.a. Vilhelm Andersen), var han også en flittig udgiver med bl.a. Sønderjydske digte på folkesproget (1920, sammen med Marius Kristensen), Ludvig Holbergs Samlede Skrifter (fra 1913 til 1943 i 17 store foliobind, i 1963 udkom et bind 18 af Aage Hansen og F.J. Billeskov Jansen med tekstkritik og noter), Johan Ludvig Heibergs Poetiske Skrifter (1931-32 i 3 bind) og udvalgte Digte af N.F.S. Grundtvig (1913).
Petersen var desuden en stor bogsamler, og efter hans død blev samlingen testamenteret til Den Holbergske Stiftelse Tersløsegaard, som auktionerede den bort.
Han var Kommandør af 1. grad af Dannebrog, Dannebrogsmand, Kommandør med stjerne af Sankt Olavs Orden, Kommandør af Nordstjerneordenen og af Stjerneordenen.
17. maj 1902 blev han gift Agnes Marie Bertelsen (1873-1906).